# Иоанн Павел II
Святой Иоа́нн Па́вел II (лат. Ioannes Paulus PP. II, итал. Giovanni Paolo II; в миру — Ка́роль Ю́зеф Войты́ла (пол. Karol Józef Wojtyłaо файле); 18 мая 1920, Вадовице, Вадовицкий повет, Краковское воеводство, Польская Республика — 2 апреля 2005, Ватикан) — епископ Римско-католичекой церкви, папа римский с 16 октября 1978 по 2 апреля 2005 года. Беатифицирован 1 мая 2011 года папой римским Бенедиктом XVI. Канонизирован 27 апреля 2014 года папой Франциском и сослужившим ему папой римским на покое Бенедиктом XVI.
В 1978 году папа Иоанн Павел II стал первым римским папой неитальянского происхождения, избранным за последние 455 лет (Адриан VI, ставший папой в 1523 году, был голландцем) и первым папой славянского происхождения. Однако есть версия, что Иоанн Павел II был вторым понтификом-славянином: возможно, первым папой славянского происхождения являлся Сикст V (его отец Сречко Перич был родом из Биелы (ныне Черногория).
По продолжительности своего понтификата он уступает только папе Пию IX. Преемником Иоанна Павла II стал немецкий кардинал Йозеф Ратцингер, принявший имя Бенедикт XVI.

## Биография

### Детство

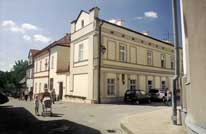
Дом в Вадовице, где жил Кароль Войтыла

Кароль Юзеф Войтыла родился 18 мая 1920 года в городе Вадовице около Кракова в семье поручика польской армии Кароля Войтылы, гураля, который в совершенстве владел немецким языком и систематически обучал немецкому своего младшего сына, и учительницы Эмилии Качоровской — родившейся в Кракове католички, по происхождению с Холмщины, согласно ряду источников русинки или украинки, возможно, поэтому будущий римский папа любил и уважал православие и считал, что христианство должно дышать двумя лёгкими — западным и восточным. Когда Каролю исполнилось 8 лет, умерла его мать, а в 12 он потерял старшего брата Эдмунда.
В юности увлекался театром и мечтал стать профессиональным актёром: когда его друзья спрашивали о том, не желает ли он стать священником, неизменно отвечал «Non sum dignus» (с лат. — «Я недостоин»). В 14 лет попробовал себя в школьном драматическом кружке, ещё в юности написал пьесу «Король-Дух». Возглавлял школьное Марианское общество. В этом же возрасте совершил своё первое паломничество к главной святыне Польши в городе Ченстохова. В 1938 году Кароль принял таинство миропомазания и получил своё среднее образование.

### Юность
Кароль учился чрезвычайно успешно. Окончив классический лицей в 1938 году, накануне Второй мировой войны, он поступил на факультет полонистики Ягеллонского университета в Кракове, где изучались филология, литература и философия народов Польши. Писал стихи: в 1939 году составил сборник под названием «Псалтырь эпохи Возрождения» (куда вошли различные стихотворения, в том числе одно, посвящённое матери, а также стихотворная драма «Давид»). В своей лирике Войтыла описывает своё преклонение пред Господом и возможные глубины счастья и скорби. Помимо занятия литературной деятельностью, он успел пройти вводный курс русского языка и курс церковнославянской письменности. Тогда же стал членом «Студии 39» — театрального кружка.
Начало Второй мировой войны встретил в Кракове, где молился в Вавельском кафедральном соборе, когда на город падали первые бомбы. 2 сентября вместе с отцом покинул Краков и отправился на восток страны, где, по общему мнению, польская армия собирала силы для контратаки, однако после встречи с советскими войсками им пришлось возвратиться обратно.
Во время немецкой оккупации, когда большая часть профессуры университета была отправлена в концлагерь и официально занятия прекратились, посещал занятия «подпольного университета», а чтобы избежать угона в Германию и содержать себя и отца, так как оккупанты не выплачивали отцу пенсию, на которую они ранее жили, работал в каменоломне компании Solvay близ Кракова, потом перешёл на химический завод этой же компании. Он призывал польских рабочих не переносить ненависть к оккупантам на непричастных фольксдойче, русинов и гуралей из самих рабочих.
С поздней осени 1939 года и до середины 1940 года написал множество стихотворений и несколько пьес на библейские сюжеты, а также начал перевод на польский язык «Царя Эдипа» Софокла. В это время Кароль всё ещё был уверен, что своё будущее свяжет с театром или наукой, однако на его судьбу кардинальным образом повлияла встреча с Яном Тырановским, владельцем портняжной мастерской.
Тырановский был главой нелегального религиозного общества «Животворный розарий»: члены кружка встречались для молитвенного общения и размышления о «Таинствах Розария», число которых составляло 15 (соответствуют пятнадцати основным событиям жизни Иисуса Христа и Девы Марии). Соответственно, Тырановский искал 15 молодых людей, которые были бы готовы посвятить себя любви к Богу и служению ближним. Организация подобного сообщества в то время была крайне опасной, и её членам грозила отправка в лагерь и смерть. Раз в неделю Кароль с другими молодыми адептами собирался у Тырановского, где тот читал со своими воспитанниками книги по истории религии и сочинения католических мистиков. Будущий папа чрезвычайно высоко отзывался о Тырановском и считал, что именно благодаря ему он открыл для себя мир подлинной духовности.
Тогда же он стал одним из инициаторов действовавшего подпольно «Рапсодийного театра», представления которого сводились к одному лишь произнесению текста. Театр ставил пьесы о социальной и политической несправедливости, о борьбе угнетённых: Кароль и другие члены труппы считали, что их затея может поддержать польскую культуру во время оккупации и сохранить дух нации.
18 февраля 1941 года умер Кароль Войтыла-старший. Кончина отца стала переломом в жизни Кароля. Впоследствии он вспоминал: «К двадцати годам я потерял всех, кого любил. Бог явно готовил меня к моей стезе. Отец был тем человеком, который объяснял мне таинства Божии и помог их постичь». После этого момента Кароль окончательно решил, что он не будет ни актёром, ни преподавателем ― он будет священником.
В 1942 году Кароль Войтыла записался на общеобразовательные курсы подпольной Краковской духовной семинарии, обратившись для этого к кардиналу Сапеге, который впоследствии стал ещё одним его наставником: для Войтылы это означало начало ещё более напряжённой и рискованной жизни, поскольку он продолжал работу в карьере и участие в театральной труппе. Весной 1943 года Кароль наконец принял трудное решение, встретившись со своим театральным наставником Мечиславом Котлярчиком и сказав ему, что он уходит из театра и собирается принять сан. После окончания семинарии он изначально думал о том, чтобы поступить в кармелитский монастырь и жить тихой жизнью монаха.
В 1944 году архиепископ Краковский кардинал Стефан Сапега по соображениям безопасности перевёл Войтылу вместе с другими «нелегальными» семинаристами на работу в епархиальное управление в архиепископском дворце, где Кароль оставался до конца войны.
В марте 1945 года, после освобождения советскими войсками Кракова, в Ягеллонском университете возобновились занятия. К новой власти Войтыла (как и Сапега), относился крайне осторожно: ещё в 1941 году в одном из своих писем он писал, что «коммунизм ― демагогическая утопия, а у Польши и польских коммунистов нет ничего общего, кроме языка».
Ещё в юности Кароль стал полиглотом и достаточно бегло разговаривал на тринадцати языках — на родном польском, кроме того на словацком, русском, украинском, белорусском, немецком, английском, итальянском, французском, испанском и португальском, а также знал латынь и эсперанто.

### Служение церкви

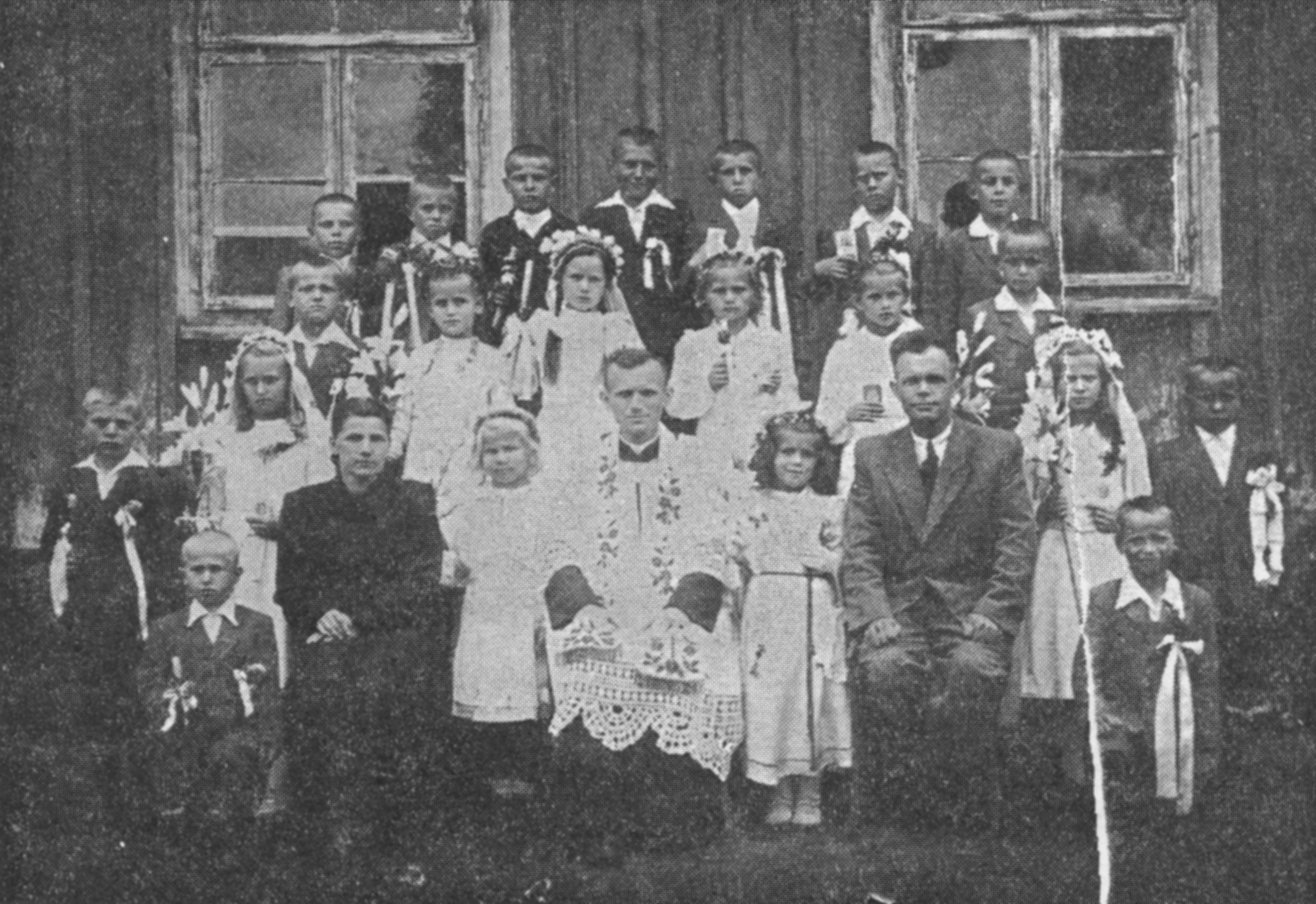
Священник Кароль Войтыла в Неговиче, 1948 год

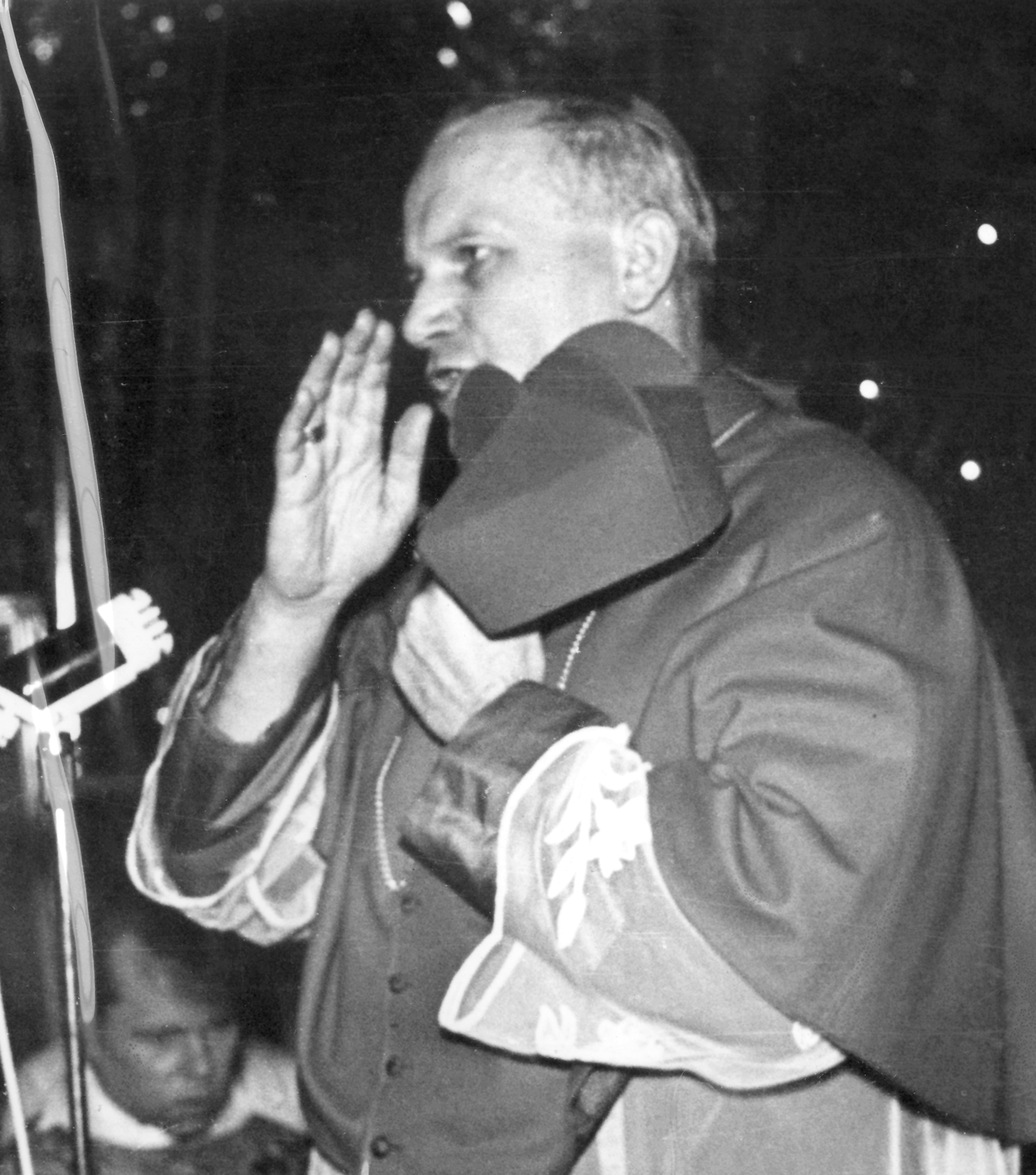
Визит в кармелитскую церковь Посещения Пресвятой Девы Марии в Кракове — начало июня 1967 года, незадолго до своего назначения кардиналом

20 октября 1946 года Кароль Войтыла был рукоположён в сан диакона, а 1 ноября 1946 года — в сан священника, и через несколько дней отправился в Рим для продолжения богословского образования.
Летом 1947 года совершил поездку по Западной Европе, во время которой вынес не только приятные, но и тревожные впечатления. Много лет спустя после этого он писал: «я с разных сторон увидел и стал лучше понимать, что такое Западная Европа ― Европа после войны, Европа великолепных готических соборов, которую, однако захлёстывала волна секуляризации. Я осознал всю серьёзность вызова, брошенного церкви, и необходимость противопоставить грозной опасности новые формы пастырской деятельности, открытой для более широкого участия мирян».
В июне 1948 года в Папском университете Святого Фомы Аквинского он защитил докторскую диссертацию по произведениям испанского мистика XVI века, реформатора ордена кармелитов, святого Иоанна Креста. Затем вернулся в Польшу, где в июле 1948 года его назначили помощником настоятеля прихода в селе Негович, что на юге страны в гмине Гдув, где служил под началом Казимежа Бузалы, которого глубоко уважал Сапега. В деревне новоиспечённый священник сразу завоевал большое уважение: так, однажды местные представители тайной полиции задумали распустить приходское отделение Католической ассоциации молодёжи и усиленно искали доносчиков среди прихожан, однако предать патера Войтылу никто не согласился. Кароль учил прихожан не противиться властям открыто: он считал, что в такие трудные времена лучше вести себя лояльно и смиренно.
В декабре 1948 года Академический сенат Ягеллонского университета в Кракове признал действительным полученный Войтылой в Риме диплом и удостоил его докторского звания.
В августе 1949 года был назначен помощником священника в приходе Святого Флориана в Кракове, но в сентябре 1951 года временно освобождён от должности для подготовки к экзамену на звание университетского преподавателя.
В 1953 году Войтыла защитил на богословском факультете Ягеллонского университета в Кракове диссертацию о возможности обосновать христианскую этику, исходя из этической системы немецкого философа Макса Шелера. После защиты диссертации в октябре 1953 года начал преподавать в университете этику и нравственное богословие, но вскоре коммунистическое правительство Польши закрыло богословский факультет, и учёбу вынуждены были перевести в Краковскую духовную семинарию. Тогда же ему предложили преподавать в Люблинском католическом университете, где в конце 1956 года он возглавил кафедру этики.
4 июля 1958 года по назначению папы Пия XII отец Войтыла стал вспомогательным епископом Краковского архиепископства и титулярным епископом Омби. 28 сентября 1958 года состоялось рукоположение в епископа, которое совершил львовский архиепископ Евгениуш Базяк в сослужении с титулярным епископом Даулии Францишком Йопом и титулярным епископом Ваги Болеславом Коминком. 16 июля 1962 года после кончины Архиепископа Евгениуша Базяка был избран капитульным викарием Краковского архиепископства.
В период между 1962 и 1964 годом он принимал участие во всех четырёх сессиях Второго Ватиканского Собора, созванного папой Иоанном XXIII, являясь одним из самых молодых его участников. Сыграл важную роль в подготовке пастырской конституции «Gaudium et spes» и декларации о религиозной свободе «Dignitatis Humanae». Благодаря этой работе, в январе 1964 года был возведён в сан архиепископа, митрополита Краковского.
26 июня 1967 года папа Павел VI возвёл его в кардиналы-священники с титулом церкви pro hac vice Сан-Чезарео-ин-Палатио.
На посту кардинала стремился всячески противодействовать коммунистическому режиму в Польше. Во время событий в Гданьске народ вышел на улицы после резкого повышения цен на товары, и на подавление беспорядков были выдвинуты сотрудники милиции и войска, в результате чего несколько человек погибли. Войтыла выступил с осуждением актов насилия со стороны властей и потребовал «права на хлеб, права на свободу… подлинной справедливости… и прекращения устрашения». Кардинал также продолжал свою давнюю тяжбу с государственной властью: так, он подавал петиции о постройке новых церквей, выступал за отмену воинской повинности для студентов семинарий, защищал право давать детям католическое воспитание и образование. Вся эта деятельность имела частичные успехи.
В 1973―1975 годах Павел VI 11 раз приглашал Войтылу в Рим для частных бесед, что свидетельствует о том, что между ними сложились довольно тесные отношения. В марте 1976 года Войтыла читает перед другими кардиналами свои проповеди на итальянском (а не на латыни: знание итальянского повышало шансы на избрание понтификом). После этого нового польского кардинала стали чаще замечать: так, в том же году газета The New York Times включила его в список десяти наиболее вероятных преемников Павла VI.
В августе 1978 года, после смерти Павла VI, Кароль Войтыла участвовал в конклаве, избравшем папу Иоанна Павла I, однако тот скончался всего через 33 дня после избрания — 28 сентября 1978 года.
В октябре того же года состоялся ещё один конклав. Участники конклава оказались расколоты на сторонников двух претендентов-итальянцев — Джузеппе Сири — архиепископа Генуи, известного своими консервативными взглядами, и более либерального Джованни Бенелли — архиепископа Флоренции. В конечном итоге Войтыла стал компромиссным кандидатом и был избран папой. При восшествии на престол Войтыла принял имя своего предшественника и стал Иоанном Павлом II.

### Папа Иоанн Павел II

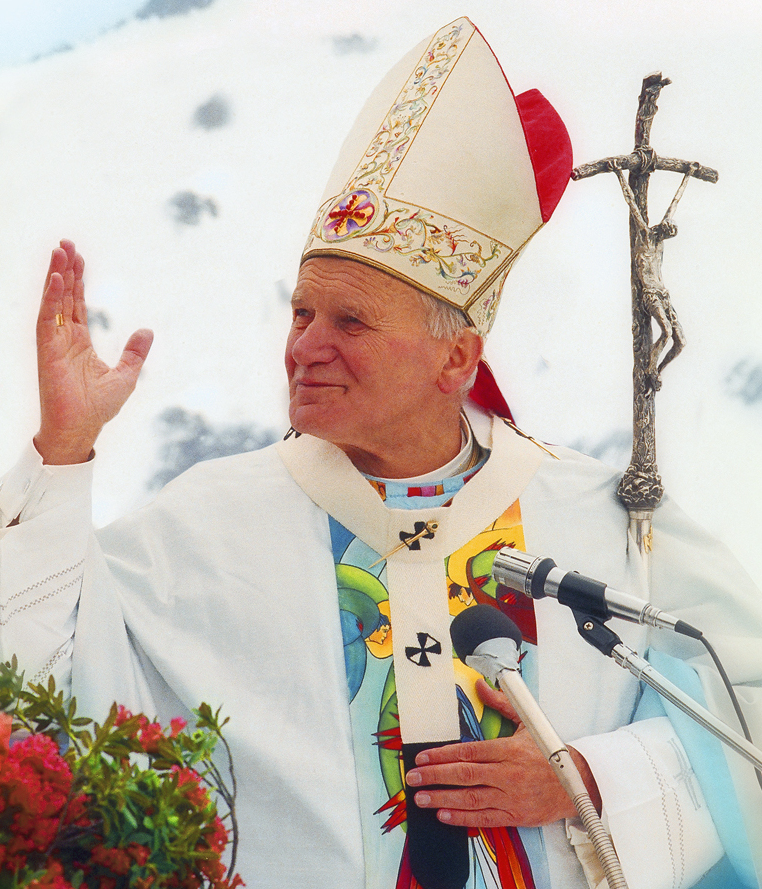
Иоанн Павел II в 1988 году

#### 1970-е годы
Иоанн Павел II стал папой 16 октября 1978 года, в возрасте 58 лет.
Как и его предшественник, Иоанн Павел II старался упростить свою должность, лишив её многих королевских атрибутов. В частности, говоря о себе, он использовал местоимение я вместо мы, как это принято у царствующих особ. Папа отказался от церемонии папской коронации, проведя вместо неё простую интронизацию. Он не носил папской тиары и всегда стремился подчеркнуть роль, которая обозначена в титуле папы, Servus Servorum Dei (с лат. — «раб рабов Божьих»).
1979 год
- 24 января — папа Иоанн Павел II принял министра иностранных дел СССР Андрея Громыко по его просьбе, что стало беспрецедентным событием, поскольку дипломатических отношений между СССР и Ватиканом в то время ещё не было, а всем было известно отношение папы к коммунистической идеологии и очевидное недружелюбие советской власти к католицизму.
- 25 января — началась пастырская поездка папы в Мексику — первое из 104 зарубежных путешествий понтифика.
- 4 марта — вышла первая папская энциклика Redemptor Hominis (Иисус Христос, Искупитель).
- 6 марта — папа Иоанн Павел II составил завещание, которое он постоянно перечитывал, и которое, за исключением нескольких добавлений, осталось неизменным.
- 2 июня — Войтыла впервые приехал в родную Польшу в качестве главы Римско-католической церкви. Для поляков, находившихся под властью атеистического просоветского режима, избрание их соотечественника папой стало духовным толчком к борьбе и появлению движения «Солидарность». «Без него коммунизм бы не кончился или, по крайней мере, это произошло бы намного позднее и с бо́льшей кровью», — так передавала слова бывшего лидера «Солидарности» Леха Валенсы британская газета Financial Times. За всё время понтификата Иоанн Павел II восемь раз навещал родину. Самым важным, возможно, стал визит 1983 года, когда страна ещё не оправилась от шока, вызванного введением военного положения в декабре 1981 года. Коммунистические власти опасались, что визит папы будет использован оппозицией. Но папа не дал повода для обвинений ни тогда, ни в свой следующий визит в 1987 году. С лидером оппозиции Лехом Валенсой он встретился исключительно в частном порядке. В советские времена польское руководство давало согласие на приезд папы с обязательным учётом реакции СССР. Тогдашний руководитель Польши генерал Войцех Ярузельский, соглашаясь на визит папы, хотел показать, что он прежде всего поляк и патриот, а уже потом коммунист. Позднее папа сыграл большую роль в том, что в конце 1980-х смена власти в Польше произошла без единого выстрела. В результате его диалога с генералом Войцехом Ярузельским тот мирно передал власть Леху Валенсе, получившему папское благословение на проведение демократических реформ.
- 28 июня — состоялась первая консистория понтификата, в ходе которой папа вручил красные кардинальские шапки 14 новым «князьям церкви».
- 1 октября — первый и пока единственный раз папа Римский посетил город Бостон. На мессу Иоанна Павла в парке Бостон-Коммон под дождём собралось около 400 000 человек[19].
- 30 ноября — визит в Стамбул, где папа встретился с константинопольским патриархом Димитрием. Считается первым шагом к восстановлению экуменических отношений с православием.

В 1980 году Ватикан с государственным визитом посетила английская королева Елизавета II (она же глава Англиканской церкви). Это был исторический визит, учитывая, что многие столетия британские монархи и римские понтифики были непримиримыми врагами. Елизавета II первой из британских монархов посетила Ватикан с государственным визитом и даже пригласила папу в Великобританию с пастырским визитом к 4 млн британских католиков.

#### Покушение
13 мая 1981 года правление Иоанна Павла II чуть было не оборвалось в результате покушения на ватиканской площади Святого Петра. Впоследствии Иоанн Павел II пришёл к убеждению, что пулю отвела от него рука самой Божией Матери.
Покушение совершил член турецкой ультраправой группировки «Серые волки» Мехмет Али Агджа. В Италию он попал после побега из турецкой тюрьмы, где отбывал срок за убийство и ограбление банков. Агджа тяжело ранил Иоанна Павла II в живот и был арестован на месте.
Али Агджа дал показания, согласно которым к покушению был причастен КГБ Болгарии, после чего обвинения были предъявлены троим гражданам Болгарии и троим гражданам Турции, в том числе болгарскому гражданину Сергею Антонову, которого объявили координатором покушения. Получила распространение версия о причастности к этому КГБ СССР. Перебежчик Виктор Шеймов, бывший агент ведомства, вспоминал, что в телеграмме за подписью Юрия Андропова в конце 1970-х спецслужбе было приказано собрать информацию о том, как «физически приблизиться к папе», что означало планирование покушения. Тем не менее, все обвиняемые, кроме Агджи, были оправданы за отсутствием улик.
В 1983 году папа навестил находящегося в заключении Али Агджу, приговорённого на тот момент к пожизненному заключению (позже освобождён). Они поговорили о чём-то, оставшись вдвоём, но тема их разговора до сих пор неизвестна. После этой встречи Иоанн Павел II сказал: «То, о чём мы говорили, останется нашим секретом. Я говорил с ним, как с братом, которого я простил, и который имеет моё полное доверие».
По просьбе Иоанна Павла II Агджа был помилован итальянскими властями и передан в руки турецкого правосудия.
В 2005 году Али Агджа заявил, что к покушению были причастны некие ватиканские кардиналы.
2 марта 2006 года были опубликованы выдержки из доклада комиссии итальянского парламента, занимавшейся расследованием обстоятельств покушения на Иоанна Павла II.
Глава специальной комиссии парламента Италии сенатор Паоло Гуцанти, член партии «Вперёд, Италия» (возглавляемой Берлускони), сообщил журналистам: «Комиссия полагает, что, вне сомнения, руководители СССР были инициаторами устранения Иоанна Павла II». Доклад основан на информации, опубликованной бывшим начальником архивного отдела КГБ СССР Василием Митрохиным, бежавшим в Великобританию в 1992 году. Этот доклад, однако, никогда не считался в Италии официальным, сама специальная комиссия была распущена и впоследствии обвинена в клевете, а доклад — в подтасовках, призванных очернить социалиста Романо Проди — соперника Берлускони на предстоящих выборах.
18 января 2010 года Мехмет Али Агджа был окончательно освобождён.

#### 1980-е годы

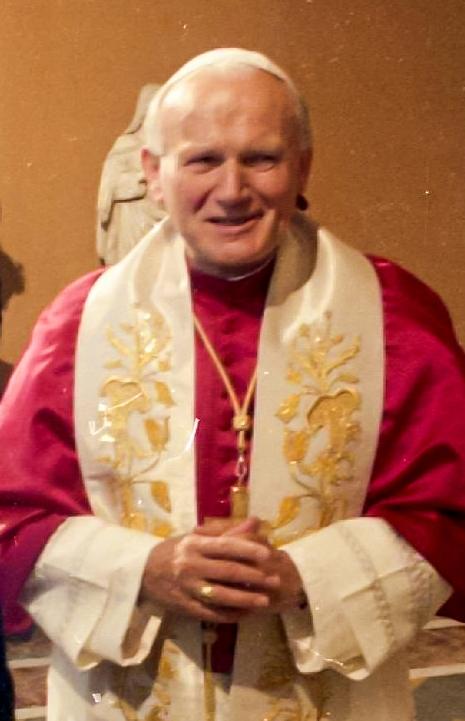
Иоанн Павел II в 1984 году

- В 1982 году произошла встреча папы Иоанна Павла II с Ясиром Арафатом.
- 11 декабря 1983 года Иоанн Павел II стал первым понтификом, посетившим Лютеранскую церковь (в Риме).

1985 год
- 27 февраля во время визита в Португалию на папу совершена ещё одна попытка покушения. Покушался молодой священник, сторонник ультраконсервативного и реакционного кардинала Лефевра. [источник не указан 633 дня]

1986 год
- 13 апреля, впервые с апостольских времён, папа посетил синагогу (в Риме) и приветствовал иудеев, которых он назвал «старшими братьями».
- 27 октября в итальянском городе Ассизи прошёл Всемирный день молитвы за мир с участием представителей различных религий со всего мира.

С 1 по 12 апреля 1987 года состоялась поездка папы в Чили и встреча с Аугусто Пиночетом.
1 декабря 1989 года папа впервые принял в Ватикане советского лидера — им стал Михаил Горбачёв. Биограф Иоанна Павла II Джордж Вейгел оценил это событие так: «Визит Горбачёва в Ватикан стал актом капитуляции атеистического гуманизма как альтернативы развития человечества». Встреча стала переломным моментом в дипломатических контактах между СССР и Ватиканом и в процессе возрождения Католической церкви в СССР. 15 марта 1990 года между Ватиканом и СССР были установлены официальные отношения, имеющие дипломатический статус. Уже в апреле 1991 года был подписан официальный документ о восстановлении структур католической церкви в России, Беларуси и Казахстане. А в августе 1991 года по особому распоряжению Михаила Горбачёва был поднят железный занавес, и более 100 тысяч юношей и девушек из СССР без виз, по внутренним советским паспортам, отправились на встречу с папой римским в Польшу.

#### 1990-е годы
12 июля 1992 года понтифик объявил о своей предстоящей госпитализации в связи с необходимостью удаления опухоли в кишечнике.
30 декабря 1993 года были установлены дипломатические отношения между Ватиканом и Израилем.
29 апреля 1994 года понтифик поскользнулся, выходя из душа, и сломал шейку бедра. По мнению независимых экспертов, с этого же года он начал страдать болезнью Паркинсона.
В мае 1995 года, когда Иоанну Павлу II исполнилось 75 лет, он обратился к своему ближайшему советнику, кардиналу Йозефу Ратцингеру, возглавлявшему Конгрегацию доктрины веры, с вопросом о том, не должен ли он оставить свой пост, как предписывает каноническое право Католической церкви епископам и кардиналам, достигшим этого возраста. В результате проведенного историко-теологического исследования был сделан вывод, что для Церкви предпочтительнее престарелый Папа, чем «Папа в отставке».
21 мая 1995 года Папа просил прощения за зло, причинённое католиками в прошлом представителям других конфессий.
19 ноября 1996 года понтифик принял в Ватикане лидера Кубы Фиделя Кастро.
1997 год
12 апреля Иоанн Павел II совершил поездку в Сараево (Босния и Герцеговина), где говорил о гражданской войне в этой бывшей югославской республике как о трагедии и вызове для всей Европы. На пути папского кортежа были обнаружены мины.
24 августа Папа принял участие во Всемирном католическом дне молодёжи в Париже, на который собралось более миллиона юношей и девушек.
27 сентября понтифик в качестве слушателя присутствовал на концерте рок-звёзд в Болонье.
21 января 1998 года Папа начал пастырскую поездку на коммунистическую Кубу. На встрече с Фиделем Кастро во Дворце революции в Гаване Папа осудил экономические санкции против Кубы. Одновременно Папа передал Фиделю Кастро список из 302 имён кубинских политзаключённых. Кульминацией исторического визита стала месса на площади Революции в Гаване, где собралось около миллиона кубинцев. После этого визита власти Кубы освободили нескольких узников, позволили праздновать Рождество, согласились разрешить въезд на остров новым миссионерам, в целом отношение к церкви стало более либеральным.
1999 год
11 марта в Риме состоялась первая встреча Папы с президентом Ирана Мохаммадом Хатами. Этот визит помог Ирану выйти из международной изоляции.
7 мая началась папская поездка в Румынию. Иоанн Павел II стал первым папой, посетившим православную страну.
13 июня Папа посетил Варшаву и во время визита провёл беатификацию 108 блаженных польских мучеников — служителей церкви, погибших в годы Второй мировой войны.
8 ноября Папа посетил Тбилиси (Грузия).

#### 2000-е годы
2000 год

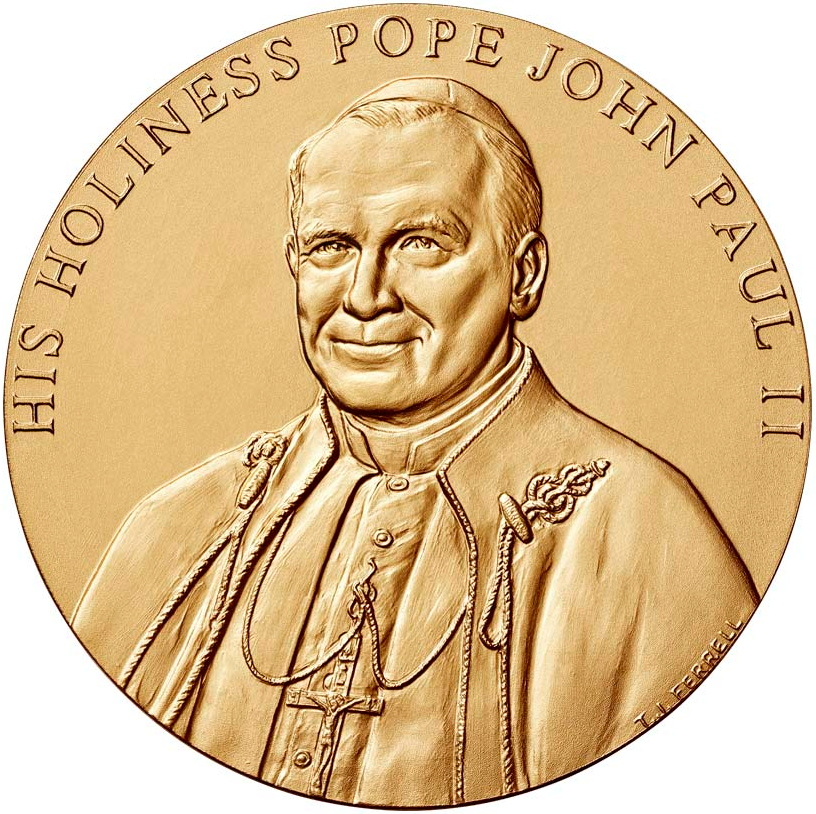
Золотая медаль Конгресса США, 2000 г.

В 2000 году Папа был удостоен высшей награды США — Золотой медали Конгресса.
12 марта понтифик совершил обряд Mea сulpa — покаяние за грехи сынов церкви.
20 марта начался папский визит в Израиль, в ходе которого он молился у стены Плача в Иерусалиме.
13 мая римский первосвященник открыл «третью тайну» Фатимской Божией Матери, связанную с предсказанием покушения на его жизнь в 1981 году.
2001 год
4 мая в Афинах понтифик просил прощения за разорение крестоносцами Константинополя в 1204 году.
6 мая в Дамаске Иоанн Павел II стал первым папой, посетившим мечеть.
До последних своих дней папа старался поддержать паству в постсоветских республиках СССР.
В июне, уже будучи тяжело больным, он побывал в Киеве и Львове, где собрал сотни тысяч паломников.
В сентябре последовал пастырский визит в Казахстан и Армению, в Ереване совершил богослужение у Вечного огня Мемориала жертвам геноцида в Османской империи. В мае 2002 года состоялся визит в Азербайджан.
12 сентября, после терактов в США, глава Римско-католической церкви призвал президента Джорджа Буша-младшего не допустить преобладания логики ненависти и насилия.
5 ноября 2003 года понтифик принял в Ватикане президента России Владимира Путина.
2004 год
29 июня состоялся официальный визит в Ватикан Вселенского Константинопольского патриарха Варфоломея I.
27 августа папа направил в дар Русской православной церкви список иконы Казанской Божией Матери, который хранился в его личной капелле.
2005 год
- 1 февраля — Иоанн Павел Второй был спешно доставлен в римскую клинику «Джемелли» в связи с острым ларинготрахеитом, осложнённым спазматическими явлениями.
- 23 февраля — на прилавках книжных магазинов Италии появилась последняя книга, принадлежащая перу папы, — «Память и идентичность».
- 24 февраля — произошла повторная госпитализация понтифика, в ходе которой ему была проведена трахеостомия.
- 13 марта — папа выписался из больницы и вернулся в Ватикан, однако впервые не смог принять непосредственного участия в богослужениях Страстной недели.
- 27 марта — понтифик попытался обратиться к верующим после Пасхальной мессы из окна Апостольского дворца, выходящего на площадь Святого Петра, но так и не смог произнести ни слова.
- 30 марта — Иоанн Павел II в последний раз появился на публике, но не смог поприветствовать верующих, собравшихся на площади Святого Петра в Ватикане.
- 2 апреля — Иоанн Павел II, страдавший болезнью Паркинсона, артритом и рядом других заболеваний, скончался в возрасте 84 лет в 21:37 по местному времени (GMT +2). В его последние часы возле его ватиканской резиденции собралась огромная толпа людей, молившихся об облегчении его страданий. По заключению ватиканских врачей, Иоанн Павел II умер «от септического шока и сердечно-сосудистого коллапса».

- 8 апреля — состоялись похороны.

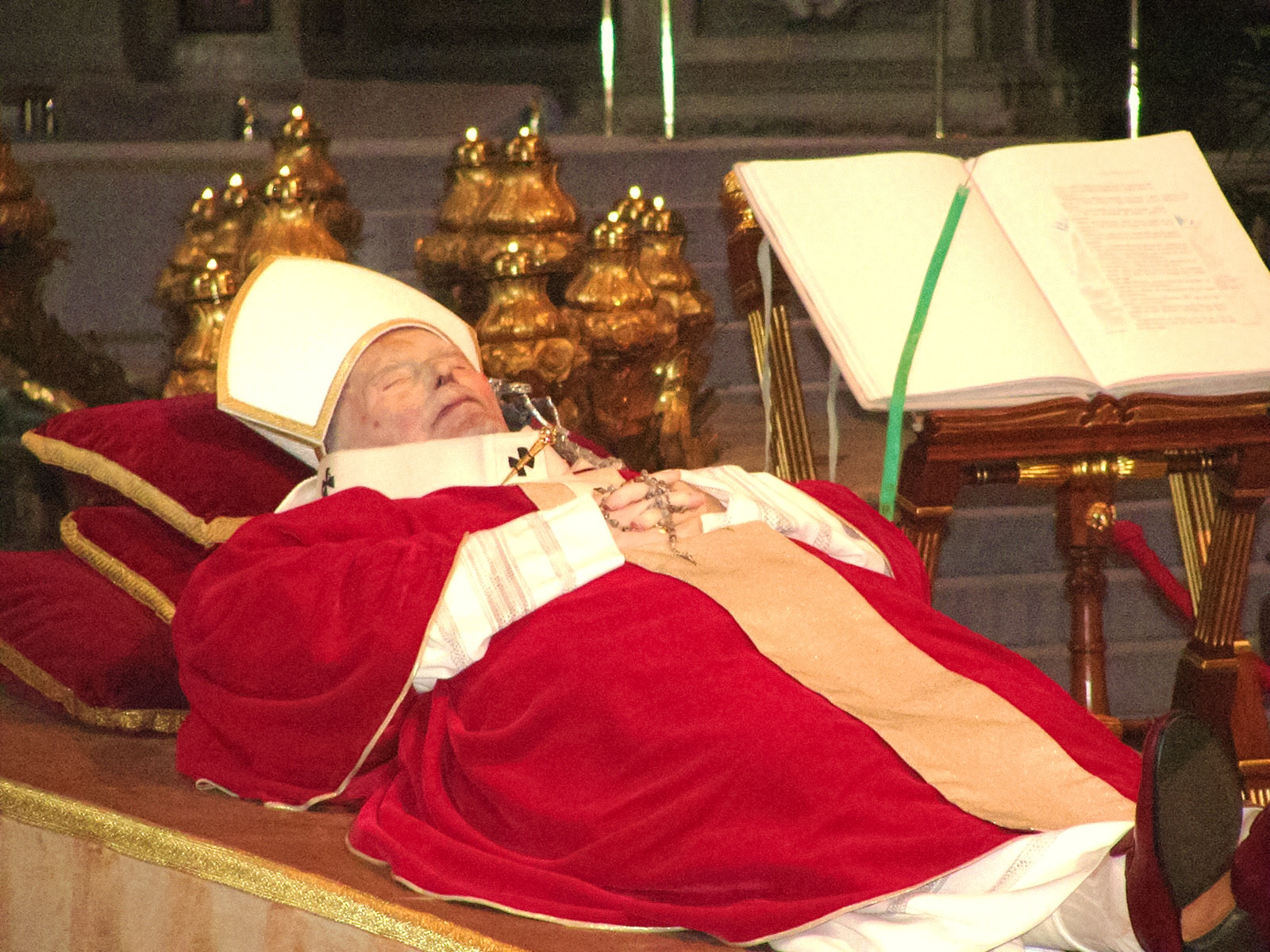
Тело Иоанна Павла II в соборе Святого Петра

- 14 апреля — в Ватикане состоялась премьера многосерийного телефильма «Кароль. Человек, ставший Папой Римским». Премьера планировалась на начало апреля, но была отложена в связи со смертью понтифика.
- 17 апреля — завершился траур по усопшему папе и официально закончился отпущенный ему земной срок правления. По древнему обычаю были сломаны и уничтожены личная печать Иоанна Павла II и перстень, так называемый Pescatore («Перстень рыбака»), с изображением первого папы, апостола Петра. Печатью Иоанн Павел II заверял официальные письма, оттиском перстня — личную корреспонденцию.
- 18 апреля — в первый день папского конклава 2005 года итальянский телевизионный канал «Canale 5» начал показ многосерийного телефильма «Кароль. Человек, ставший Папой Римским».

## Деятельность

### Антикоммунист и консерватор
С именем Иоанна Павла II связана целая эпоха — эпоха крушения коммунизма в Европе, — и для многих в мире именно он стал её символом наряду с Михаилом Горбачёвым.
На своём посту Иоанн Павел II проявил себя неустанным борцом как против сталинистских идей, так и против негативных сторон современной капиталистической системы — политического и социального угнетения народных масс. Его публичные выступления в поддержку прав и свобод человека сделали его символом борьбы против авторитаризма во всём мире.
Будучи убеждённым консерватором, папа решительно отстаивал устои вероучения и социальной доктрины католической церкви, доставшиеся в наследство от прошлого. В частности, во время своего пастырского визита в Никарагуа Иоанн Павел II публично решительно осудил популярную среди части латиноамериканских католиков теологию освобождения и персонально священника Эрнесто Карденаля, вошедшего в состав сандинистского правительства Никарагуа и нарушившего правила Святых апостолов «не вступатися в народныя управления». Римская курия вследствие отказа священников выйти из правительства Никарагуа даже в течение продолжительного срока после разъяснения римского папы лишила их сана несмотря на то, что церковь Никарагуа этого не сделала.
Католическая церковь при Иоанне Павле II сохранила непримиримую позицию в отношении абортов и средств контрацепции. В 1994 году Святой Престол сорвал принятие ООН предложенной США резолюции по поддержке планирования семьи. Иоанн Павел II выступал решительно против гомосексуальных браков и эвтаназии, против рукоположения женщин в священники, а также поддерживал целибат.
При этом, сохраняя основополагающие каноны веры, он доказал способность Католической церкви развиваться вместе с цивилизацией, признав достижения гражданского общества и научно-технического прогресса и даже назначив покровителями Европейского союза святых Кирилла и Мефодия, а покровителем Интернета — святого Исидора Севильского.

### Покаяние католической церкви
Иоанна Павла II в ряду его предшественников выделяют уже одни только покаяния за ошибки, совершённые некоторыми католиками в ходе истории. Ещё во время Второго Ватиканского собора в 1962 году польские епископы вместе с Каролем Войтылой опубликовали письмо к немецким епископам о примирении со словами: «Мы прощаем и просим прощения». А уже будучи папой, Иоанн Павел II принёс покаяние от лица западно-христианской церкви за преступления времён крестовых походов и инквизиции.
В октябре 1992 года Римско-католическая церковь реабилитировала Галилео Галилея (через 350 лет после смерти учёного).
В августе 1997 года Иоанн Павел II признал вину церкви в массовом уничтожении протестантов во Франции во время Варфоломеевской ночи 24 августа 1572 года, а в январе 1998 года принял решение открыть архивы святой инквизиции.
12 марта 2000 года в ходе традиционной воскресной мессы в соборе Святого Петра Иоанн Павел II публично покаялся в грехах членов католической церкви. Он просил прощения за грехи деятелей церкви: церковные расколы и религиозные войны, «презрение, акты враждебности и умолчания» по отношению к евреям, насильственную евангелизацию Америки, дискриминацию по половому и национальному признаку, проявления социальной и экономической несправедливости. Никогда в истории человечества ни одна религия или конфессия не приносила подобного покаяния.
Иоанн Павел II признавал обвинения в адрес католической церкви — в частности, в молчании во время событий Второй мировой войны и Холокоста, когда католические священники и епископы ограничились спасением евреев и других преследуемых нацистами людей (см. историю раввина Исраэля Золли и мн. др.).

### Миротворец
Активно выступая против любых войн, в 1982 году во время кризиса вокруг Фолклендских островов он посетил и Великобританию, и Аргентину, призвав страны к миру. В 1991 году папа осудил войну в Персидском заливе. Когда в 2003 году в Ираке снова началась война, Иоанн Павел II отправил одного из кардиналов с миссией мира в Багдад, а ещё одного благословил на беседу с президентом США Джорджем Бушем, во время которой папский легат передал американскому президенту резко отрицательное отношение Ватикана к американо-британскому вторжению в Ирак.

### Межконфессиональные отношения
В межконфессиональных отношениях Иоанн Павел II также сильно отличался от своих предшественников. Он стал первым папой, который пошёл на контакты с другими конфессиями.
В 1982 году, впервые за 450 лет с момента отделения англиканской церкви от римско-католической, папа римский встретился с архиепископом Кентерберийским и совершил совместное богослужение.
В августе 1985 года по приглашению короля Хассана II папа выступил в Марокко перед пятидесятитысячной аудиторией молодых мусульман. Он говорил о непонимании и вражде, которые существовали ранее в отношениях христиан и мусульман, и призывал к установлению «мира и единства между людьми и народами, составляющими на Земле единое сообщество».
В апреле 1986 года папа впервые в истории католической церкви переступил порог синагоги, где, сидя рядом с верховным раввином Рима, произнёс фразу, ставшую одним из наиболее цитируемых его высказываний: «Вы — наши возлюбленные братья и, можно сказать, наши старшие братья». Через много лет, в 2000 году, папа посетил Иерусалим и коснулся Стены плача, святыни иудаизма, а также побывал в мемориале Яд ва-Шем.
В октябре 1986 года в Ассизи состоялась первая межрелигиозная встреча, когда на приглашение понтифика обсудить проблемы межконфессиональных отношений откликнулись 47 делегаций от различных христианских конфессий, а также представители 13 иных религий.
4 мая 2001 года Иоанн Павел II посетил Грецию. Это был первый визит главы Римско-католической церкви в Грецию с 1054 года, когда произошёл раскол христианской церкви на католическую и православную.
6 мая 2001 года Иоанн Павел II совершил молитву о мире в Дамаске и вошёл в мечеть Омейядов.

### Апостольские визиты

Страны, которые посетил папа Иоанн Павел II. Насыщенность цвета означает количество визитов

Иоанн Павел II совершил более 100 зарубежных поездок, посетив около 130 стран. Чаще всего он посещал Польшу, США и Францию (по шесть раз), а также Испанию и Мексику (по пять раз). Эти поездки были призваны содействовать укреплению позиций католицизма по всему миру и установлению связей католиков с иными религиями (в первую очередь, исламом и иудаизмом). Всюду он всегда выступал в защиту прав человека и против насилия и диктаторских режимов.
В целом, за время понтификата папа проехал более 1 167 000 км.
Несбывшейся мечтой Иоанна Павла II осталась поездка в Россию. В годы, предшествовавшие падению коммунизма, его поездка в СССР была невозможна. После падения железного занавеса посещение России стало политически возможным, но против приезда папы выступила Русская православная церковь. Московский патриархат обвинил Римско-католическую церковь в экспансии на исконную территорию православной церкви, а патриарх Московский и Всея Руси Алексий II заявил, что пока католики не откажутся от прозелитизма (попыток обращения православных в католичество), визит главы их церкви в Россию невозможен. Визиту папы в Россию пытались способствовать многие политические лидеры, включая Владимира Путина, но Московская патриархия осталась непреклонной. В феврале 2001 года премьер-министр Михаил Касьянов, пытаясь обойти недовольство Московского патриархата, предлагал папе римскому совершить в Россию не пастырский, а государственный визит.
По мнению архиепископа Тадеуша Кондрусевича, в 2002—2007 годах митрополита архиепархии Матери Божией, одним из главных достижений за время понтификата Иоанна Павла II стало восстановление в России административных структур Римско-католической церкви в феврале 2002 года. Именно эти преобразования, однако, обострили и без того сложные взаимоотношения между Святым Престолом и Московским патриархатом.

## После смерти

### Отклики на кончину Иоанна Павла II
В Италии, Польше, странах Латинской Америки, Египте и многих других в связи со смертью Иоанна Павла II был объявлен трёхдневный траур. Бразилия — самая большая в мире католическая страна (120 млн католиков) — объявила семидневный траур, Венесуэла — пятидневный.
На смерть Иоанна Павла II откликнулись политические и духовные лидеры всего мира.
Президент США Джордж Буш назвал его «рыцарем свободы».
«Уверен, что роль Иоанна Павла II в истории, его духовное и политическое наследие по достоинству оценены человечеством», — говорится в телеграмме соболезнования российского президента Владимира Путина.
«Почившего предстоятеля древней Римской кафедры отличали преданность избранному в юности пути, горячая воля к христианскому служению и свидетельству», — сказал патриарх Московский и Всея Руси Алексий II.
«Мы никогда не забудем о том, что он поддерживал угнетенные народы, в том числе палестинцев», — заявил, по словам пресс-секретаря Лиги арабских государств, её генеральный секретарь Амр Муса.
Премьер-министр Израиля Ариэль Шарон, открывая еженедельное заседание правительства, сказал: «Иоанн Павел II был человеком мира, другом еврейского народа, признававшим право евреев на Землю Израиля. Он немало сделал для исторического примирения между иудаизмом и христианством. Именно благодаря его усилиям Святой Престол признал Государство Израиль и установил с ним дипломатические отношения в конце 1993 года».
В заявлении председателя Палестинской национальной администрации Махмуда Аббаса подчеркивалось, что Иоанна Павла II будут помнить как «выдающегося религиозного деятеля, посвятившего свою жизнь защите мира, свободы и равенства». С соболезнованиями выступили также палестинские партии и движения, включая Народный фронт освобождения Палестины, большинство членов которого в момент возникновения составляли восточные христиане (армяне и православные), ХАМАС и «Исламский джихад».
«Куба всегда считала Иоанна Павла II другом, который защищал права бедных, выступал против неолиберальной политики и боролся за мир на планете», — заявил министр иностранных дел Кубы Фелипе Перес Роке.

### Похороны
Прощание с папой римским Иоанном Павлом II и его похороны стали самой массовой чередой церемониальных событий в истории человечества. 300 тысяч человек присутствовали на траурной литургии, 4 млн паломников проводили понтифика из жизни земной в жизнь вечную (из них более миллиона составили поляки); более миллиарда верующих, принадлежащих к различным христианским конфессиям и исповедующих разные религии, молились за упокой его души; 2 млрд зрителей следили за церемонией в прямом эфире.
На похороны понтифика съехались более 100 глав государств и правительств — 11 монархов, 70 президентов и премьер-министров, несколько руководителей международных организаций, в том числе генеральный секретарь ООН Кофи Аннан. И ещё около двух тысяч членов различных делегаций — всего из 176 стран. Россию представлял премьер-министр Михаил Фрадков.
Церемония похорон папы Иоанна Павла II, состоявшихся 8 апреля 2005 года в ватиканском соборе Святого Петра, была основана на литургических текстах и положениях апостольской конституции, утверждённой Иоанном Павлом II в 1996 году.
В ночь на 8 апреля был прекращён доступ верующих в собор Святого Петра, и тело Иоанна Павла II поместили в кипарисовый гроб (по преданию, из этого дерева был изготовлен крест, на котором распяли Иисуса Христа) — первый из трёх причитающихся понтифику при захоронении гробов (два других — цинковый и сосновый). Перед закрытием крышки гроба лицо Иоанна Павла II было накрыто специальным куском белого шёлка. По традиции в гроб положили кожаный мешочек с монетами, выпущенными за годы понтификата Иоанна Павла II, и металлический пенал со свитком, содержащим жизнеописание Иоанна Павла II.
После молитвы гроб перенесли на паперть перед фасадом собора Святого Петра, где в 10 часов утра кардиналы отслужили заупокойную мессу. Траурную службу вёл Йозеф Ратцингер, декан Коллегии кардиналов, префект Конгрегации доктрины веры. Литургия шла на латыни, однако отдельные места читались по-испански, по-английски, по-французски, а также на суахили, польском, немецком и португальском языках. Патриархи Восточнокатолических церквей отпевали папу по-гречески.
По окончании церемонии прощания тело Иоанна Павла II было перенесено в грот собора Святого Петра. Иоанн Павел II похоронен рядом с мощами святого апостола Петра, в капелле Матери Божьей Ченстоховской, святой покровительницы Польши, неподалёку от часовни создателей славянского алфавита святых Кирилла и Мефодия, в прежней могиле папы Иоанна XXIII, прах которого в связи с его канонизацией в 2000 году был перенесён из крипты собора Святого Петра в сам собор. Капелла Матери Божией Ченстоховской в 1982 году по настоянию Иоанна Павла II была отреставрирована, украшена иконой Святой Девы Марии и изображениями польских святых.

### Беатификация Иоанна Павла II
В латинской традиции, начиная с установления папы Урбана VIII от 1642 года, принято различать процесс причисления к лику блаженных (беатифицированных) и святых (канонизированных). Позднее при папе Бенедикте XIV были установлены требования, которым должен соответствовать кандидат: его сочинения должны соответствовать учению Церкви, проявленные им добродетели должны быть исключительными, а факты чуда, совершённые по его заступничеству, должны быть подтверждены документально или свидетельскими показаниями.
Для канонизации необходимо как минимум два чуда, по заступничеству покойного. При беатификации и канонизации мучеников факта чуда не требуется.
Вопросами прославления занимается Дикастерия по канонизации святых (ранее — Конгрегация по канонизации святых) в Ватикане, которая изучает представленные материалы и направляет их, в случае положительного предварительного заключения, на утверждение папе, после чего в соборе Святого Петра открывают икону новопрославленного.
Сам Иоанн Павел II причислил к лику святых и блаженных больше людей, чем все его предшественники после XVI века. С 1594 года (после принятия Сикстом V в 1588 году апостольской конституции Immensa Aeterni Dei, касающейся, в частности, и вопросов канонизации) по 2004 год произведены 784 канонизации, из них 475 — во время понтификата Иоанна Павла II. К лику блаженных Иоанн Павел II причислил 1338 человек. Он объявил Терезу Младенца Иисуса Учителем Церкви.
Папа римский Бенедикт XVI начал процесс причисления к лику блаженных своего предшественника — Иоанна Павла II. Об этом Бенедикт XVI сообщил на собрании священников в Базилике Святого Иоанна на Латеране в Риме. Обязательным условием для беатификации является совершение чуда. Считается, что Иоанн Павел II несколько лет назад исцелил от болезни Паркинсона французскую монахиню Мари Симон-Пьер. 1 мая 2011 года папа Бенедикт XVI беатифицировал Иоанна Павла II.
29 апреля 2011 года тело папы Иоанна Павла II было эксгумировано и размещено перед главным алтарем собора св. Петра, а после беатификации перезахоронено в новой гробнице. Мраморную плиту, которой была накрыта прежняя могила понтифика, отправят на его родину — в Польшу.

### Канонизация Иоанна Павла II
Решение о канонизации было принято в результате кардинальской консистории, которую провел папа Франциск 30 сентября 2013 года. 3 июля Конгрегация по канонизации святых Святого Престола сделала заявление, что необходимое для канонизации второе чудо при содействии понтифика произошло 1 мая 2011 года. Чудо произошло в 2011 году в Коста-Рике с женщиной по имени Флорибет Мора Диас, которая исцелилась от аневризмы сосудов головного мозга благодаря молитве и заступничеству Иоанна Павла II.
27 апреля 2014 года Иоанн Павел II был причислен папой Франциском к лику святых.

## Критика фигуры Иоанна Павла II
Согласно результатам журналистских расследований, в 1960—1970-е годы краковский архиепископ Кароль Войтыла (будущий папа Иоанн Павел II) знал о случаях педофилии среди священников его епархии и, более того, предпринимал меры для сокрытия таких случаев и способствовал тому, чтобы священники-педофилы избегали ответственности за это (в частности, он обращался к другим епископам с просьбами о переводе священников своей епархии, в отношении которых возникали подозрения или даже выдвигались прямые уголовные обвинения, в управляемые ими епархии).
В мае 2023 года американская телекомпания TVN показала документальный фильм, в котором утверждалось, что Иоанн Павел II, занимая должность кардинала в своём родном Кракове, защищал священников, обвиняемых в сексуальных домогательствах к детям. Правящая партия Польши «Право и справедливость» инициировала резолюцию в парламенте в поддержку покойного понтифика, формулировка содержала осуждение в адрес СМИ, которые были названы участниками позорной кампании против понтифика, названного величайшим поляком в истории. Посла США Марка Бжезинского вызвали в министерство иностранных дел (позже формулировка была смягчена до «приглашения»). МИД Польши заявил, что потенциальный результат от такого рода деятельности соответствует целям гибридной войны против польского общества.

## Труды
Иоанн Павел II является автором более 120 философских и богословских работ, 14 энциклик и пяти книг, последняя из которых — «Память и идентичность» — вышла в свет накануне его госпитализации 23 февраля 2005 года. Самая популярная его книга — «Переступить порог надежды» — разошлась тиражом в 20 млн экземпляров.
Самой важной целью для Иоанна Павла II как главы Католической церкви была проповедь христианской веры. Иоанн Павел стал автором ряда важных документов, многие из которых[какие?] оказали и оказывают огромное воздействие на Церковь и на весь мир.
Первые его энциклики были посвящены триединой сущности Бога, а самой первой стала «Иисус Христос, Искупитель» («Redemptor Hominis»). Эта сосредоточенность на Боге продолжалась на протяжении всего понтификата.

### Энциклики
Во время своего понтификата Иоанн Павел II написал 14 энциклик.
| Латинское название          | Русское название            | Краткое содержание | Дата написания   | Текст энциклики |
| 1. Redemptor Hominis        | «Искупитель Человека»       | О Иисусе Христе как Искупителе мира. Иоанн Павел II представляет план своего понтификата | 4 марта 1979     | - Redemptor Hominis (англ.) - «Искупитель Человека» (рус.) |
| 2. Dives in Misericordia    | «Бог, Богатый Милосердием»  | О Божьем Милосердии, которое дано Церкви и всему миру | 30 ноября 1980   | - Dives in Misericordia (англ.) - «Бог, Богатый Милосердием» (рус.)                                                                                                |
| 3. Laborem Exercens         | «Совершая Труд»             | В ознаменование девяностой годовщины энциклики римского папы Льва XIII «Rerum Novarum». Раскрывает социальное учение Римско-католической церкви, касающееся конфликта наёмного труда и капитала | 14 сентября 1981 | - Laborem Exercens (англ.) - Совершая Труд (рус.) |
| 4. Slavorum Apostoli        | «Апостолы Славян»           | В память святых Кирилла и Мефодия. Объявляет их Покровителями Европы и показывает их роль в деле евангелизации славянских народов                                                               | 2 июня 1985      | - Slavorum Apostoli (англ.) - https://web.archive.org/web/20160304120901/http://baznica.info/article/slavorum-apostoli-apostoly-slavyan/ «Апостолы Славян»] (рус.) |
| 5. Dominum et Vivificantem  | «Господа Животворящего»     | О роли Святого Духа в жизни Церкви и мира | 18 мая 1986      | - Dominum et Vivificantem (англ.) - «Господа Животворящего» (рус.)                                                                                                 |
| 6. Redemptoris Mater        | «Матерь Искупителя»         | О роли Девы Марии в жизни Церкви | 25 марта 1987    | - Redemptoris Mater (англ.) - «Матерь Искупителя» (рус.) |
| 7. Sollicitudo Rei Socialis | «Забота о Делах Социальных» | В ознаменование двадцатой годовщины энциклики Римского Папа Павла VI «Populorum Progressio». Раскрывает социальное учение Римско-Католической Церкви                                            | 30 декабря 1987  | - Sollicitudo Rei Socialis (англ.) |
| 8. Redemptoris Missio       | «Миссия Искупления»         | О миссионерском характере Церкви | 7 декабря 1990   | - Redemptoris Missio (англ.) - «Миссия Искупления» (рус.) |
| 9. Centesimus Annus         | «Сотый Год»                 | В ознаменование столетней годовщины энциклики «Rerum Novarum». Раскрывает современное социальное учение Церкви                                                                                  | 1 мая 1991       | - Centesimus Annus (англ.) - «Сотый Год» (рус.) |
| 10. Veritatis Splendor      | «Сияние Истины»             | Раскрывает фундаментальные вопросы, касающиеся морального учения Римско-Католической церкви | 6 августа 1993   | - Veritatis Splendor (англ.) - Сияние Истины" (рус.) |
| 11. Evangelium Vitae        | «Евангелие Жизни»           | Раскрывает фундаментальные вопросы, касающихся ценности, достоинства и неприкосновенности человеческой жизни                                                                                    | 25 марта 1995    | - Evangelium Vitae (англ.) - «Евангелие Жизни» (рус.) |
| 12. Ut Unum Sint            | «Да Будут Все Едино»        | Посвящена экуменизму | 25 мая 1995      | - Ut Unum Sint (англ.) - «Да Будут Все Едино» (рус.) |
| 13. Fides et Ratio          | «Разум и Вера»              | Описывает отношения веры и разума | 14 сентября 1998 | - Fides et Ratio (англ.) - «Вера и Разум» (рус.) |
| 14. Ecclesia de Eucharistia | «Церковь Евхаристии»        | О роли таинства Евхаристии в жизни Церкви | 17 апреля 2003   | - Ecclesia de Eucharistia (англ.) - «Церковь Евхаристии» (рус.) |

### Переводы на русский язык
- Войтыла К. Основания этики / пер. Ю. Шрейдера // Вопросы философии. — 1991. — № 1. — С. 28—60
- Кароль Войтыла Иоанн Павел II. Любовь и ответственность[пол.] Этическое исследование = Miłość i odpowiedzialność / перев. С. Тонконогова; Предисловия и примечания перев. Г. Лепилин. — М.: Кругь, 1993. — 352 с.
- Сочинения в 2 томах. — М.: Издательство Францисканцев, 2003.

## Память
В Польше имя Иоанна Павла II носит более 2 300 географических объектов и организаций, в том числе 1 274 школ. В честь него названы аэропорты в Кракове (Польша), Бари (Италия) и Понта-Делгада (Азорские острова, Португалия), а также улицы в Киеве и Запорожье.
19 декабря 2020 года Иоанну Павлу II было посмертно присвоено звание почётного гражданина Братиславы.

### Памятники
Иоанну Павлу II посвящено значительное число памятных объектов. В Польше в 2015 году имелось около 700 скульптурных памятников (самый высокий — в Ченстохове, 14 м) и несколько тысяч других объектов (кресты, таблички, обелиски камни и т. д.). За пределами Польши находится около 200 памятников.
14 октября 2011 года первый в России памятник Иоанну Павлу II был открыт в атриуме Библиотеки иностранной литературы в Москве.
В 2016 году памятник был открыт в Кишиневе (Молдова) у католического храма. Автор молдавский скульптор Вячеслав Жиглицкий

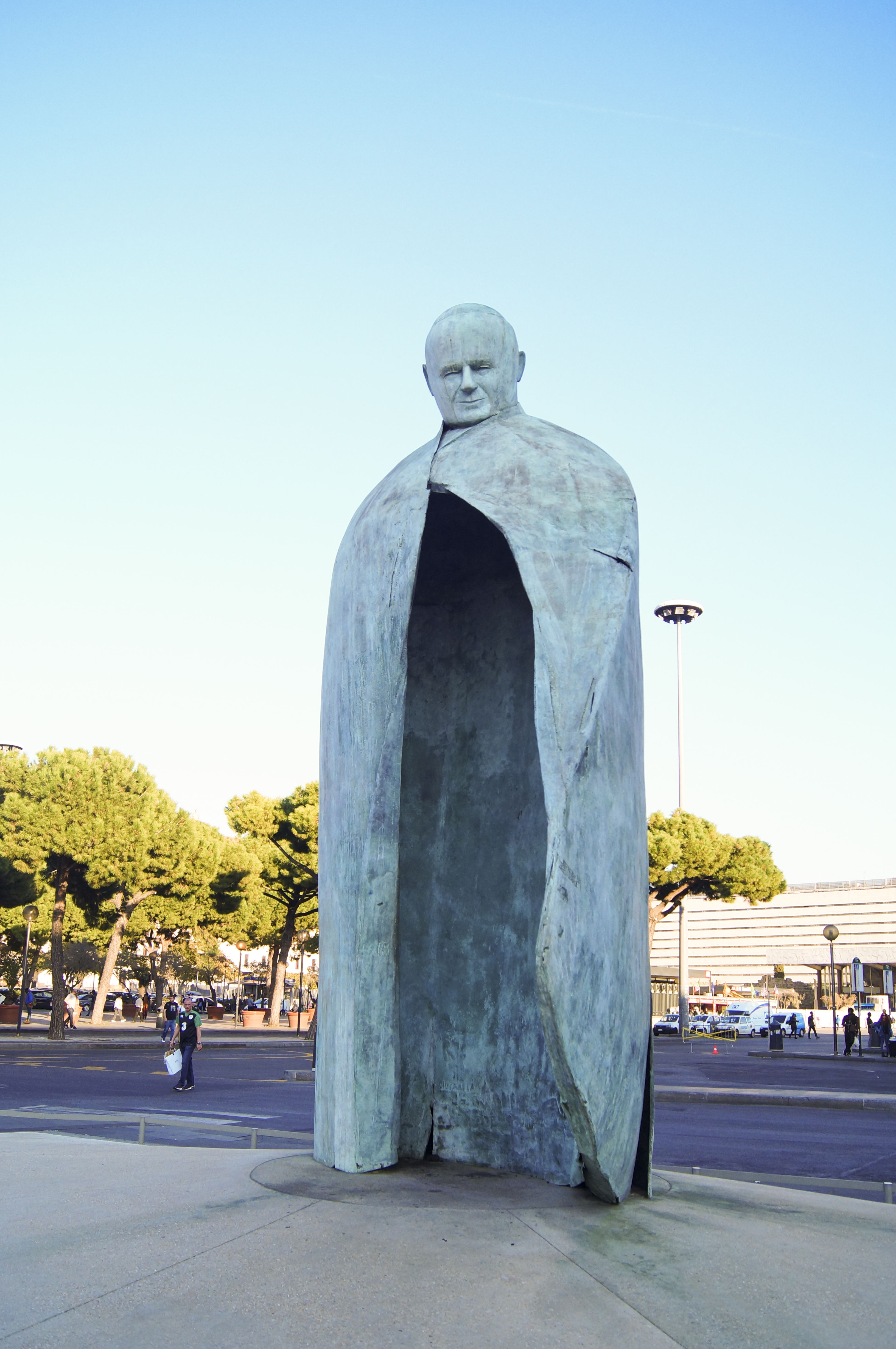
Рим, Италия
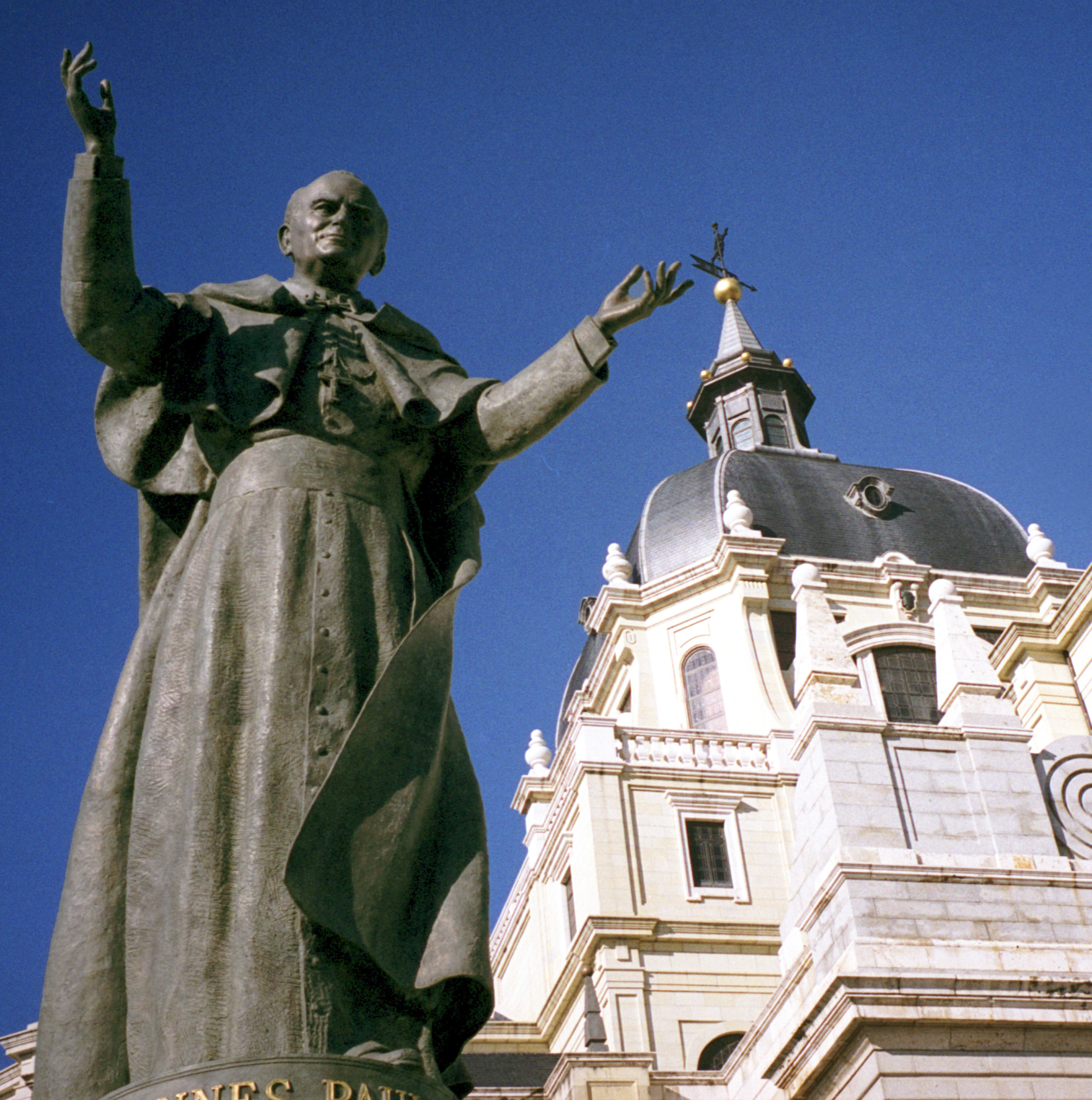
Мадрид, Испания
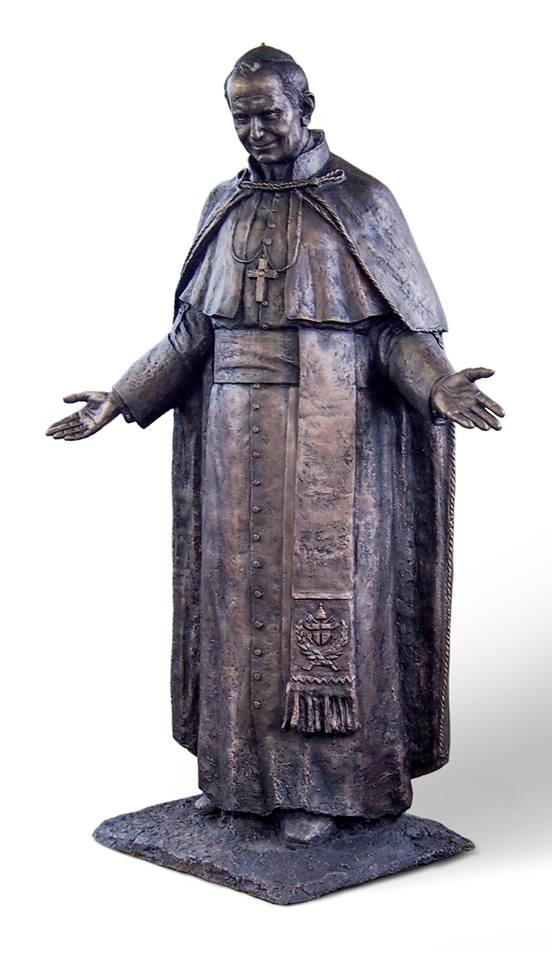
Торунь, Польша
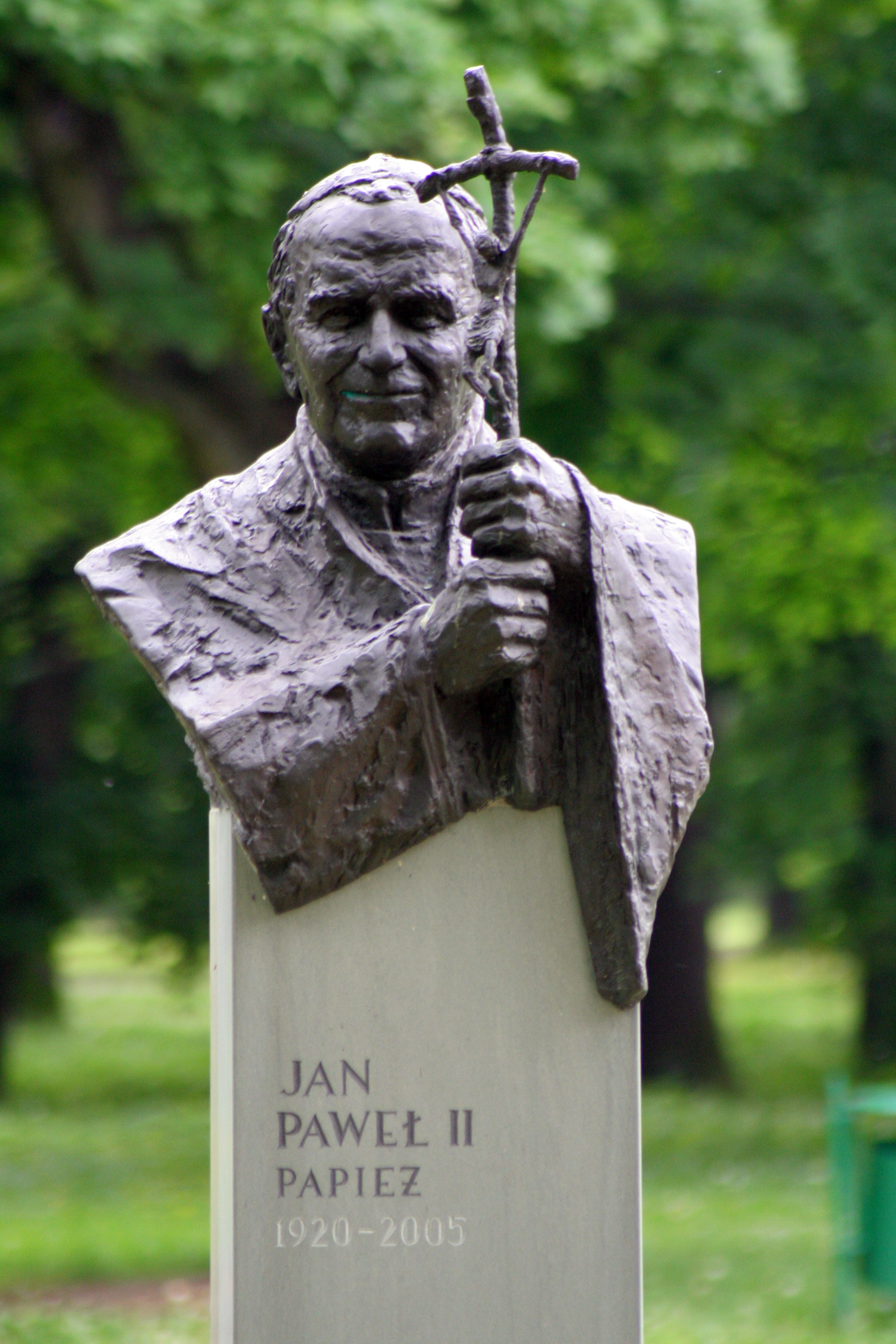
Краков, Польша
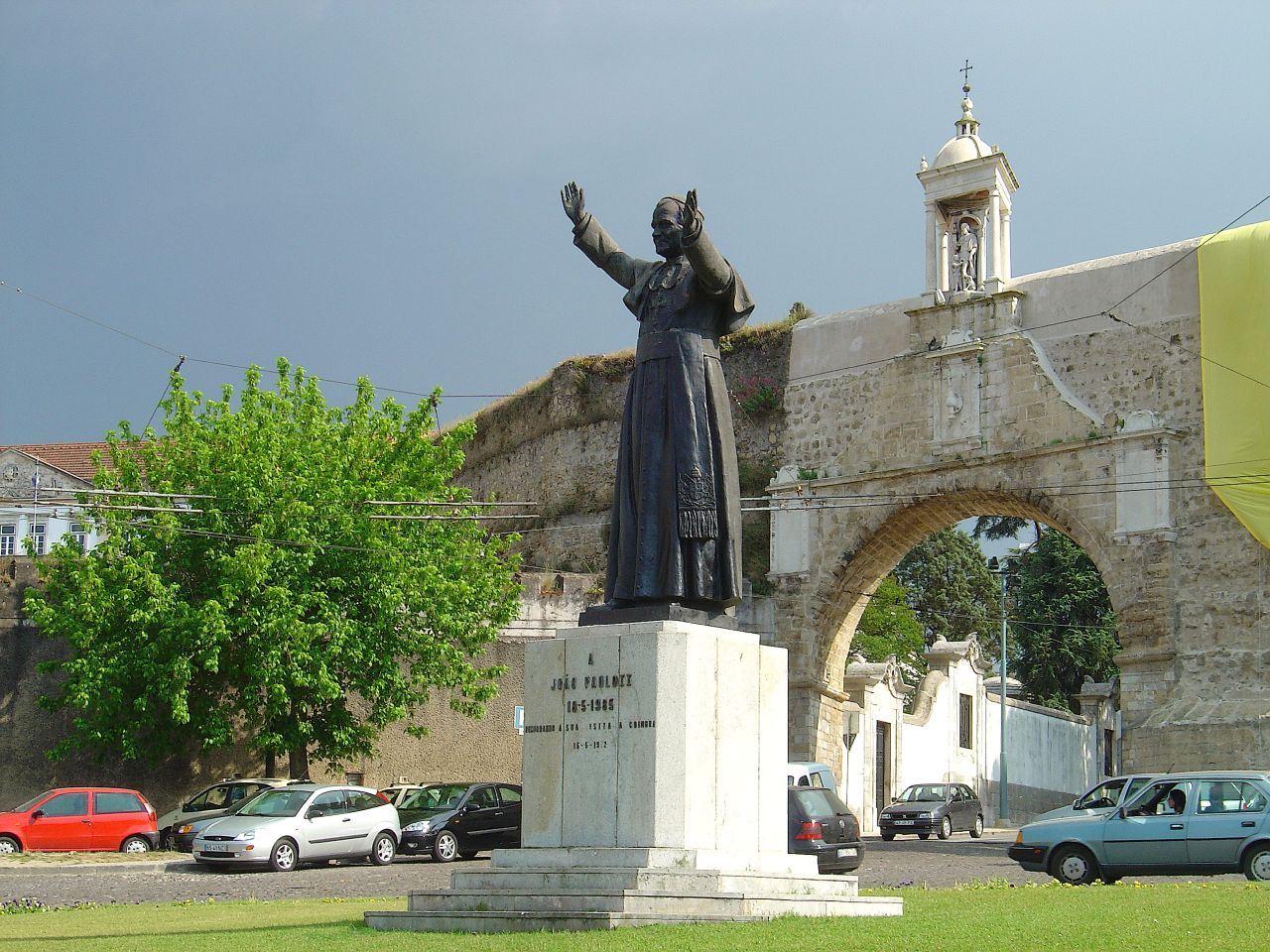
Коимбра, Португалия
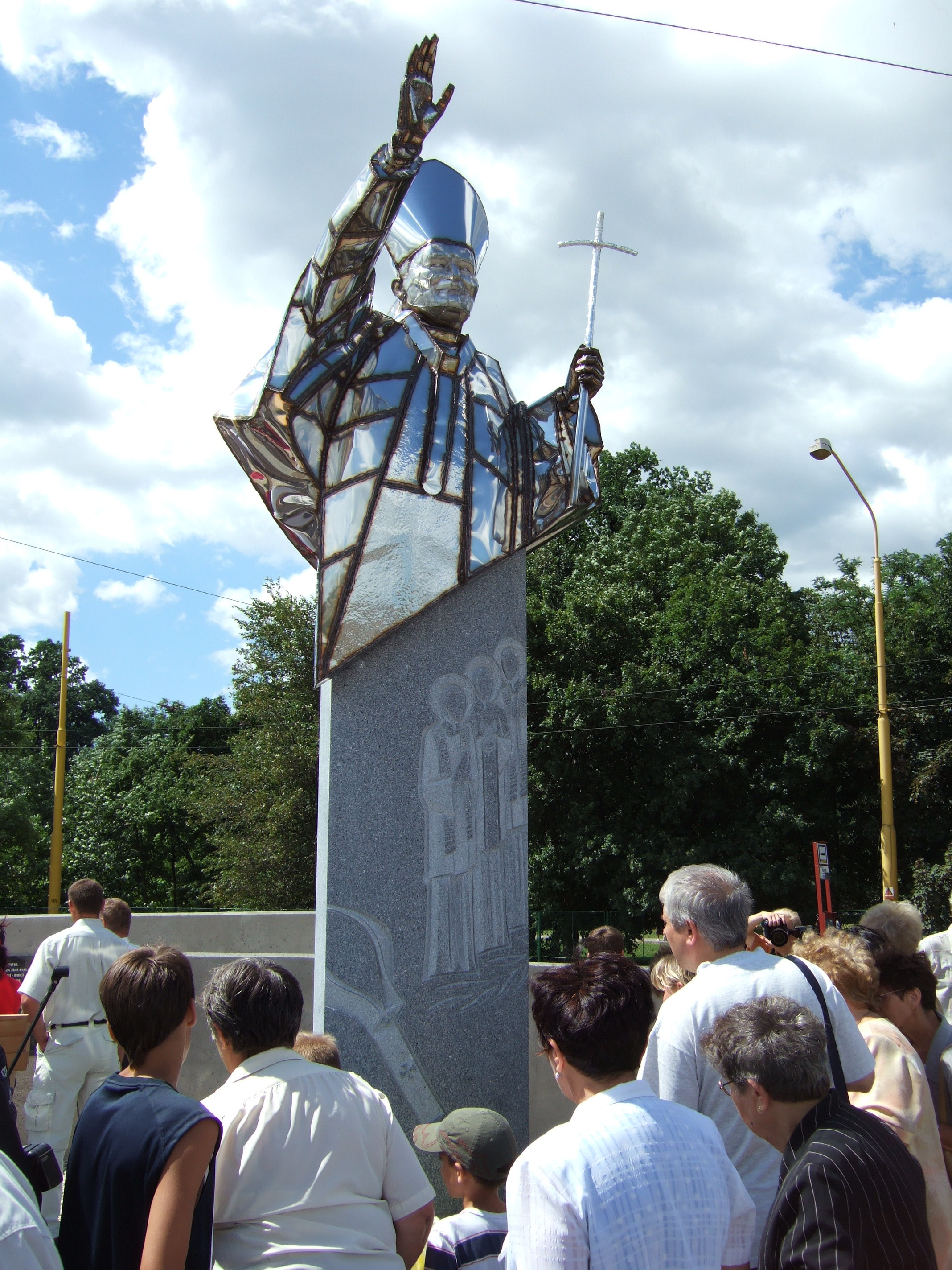
Кошице, Словакия
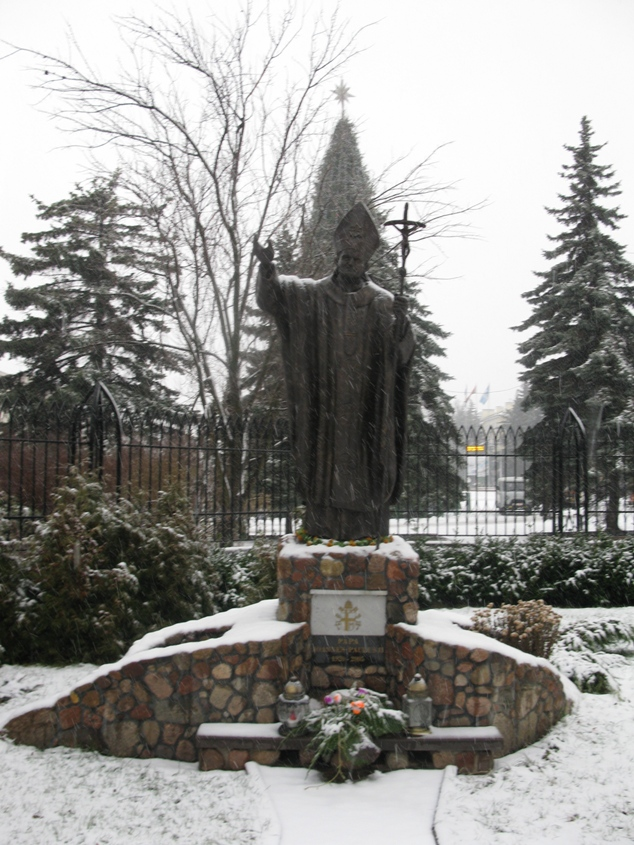
Брест, Беларусь
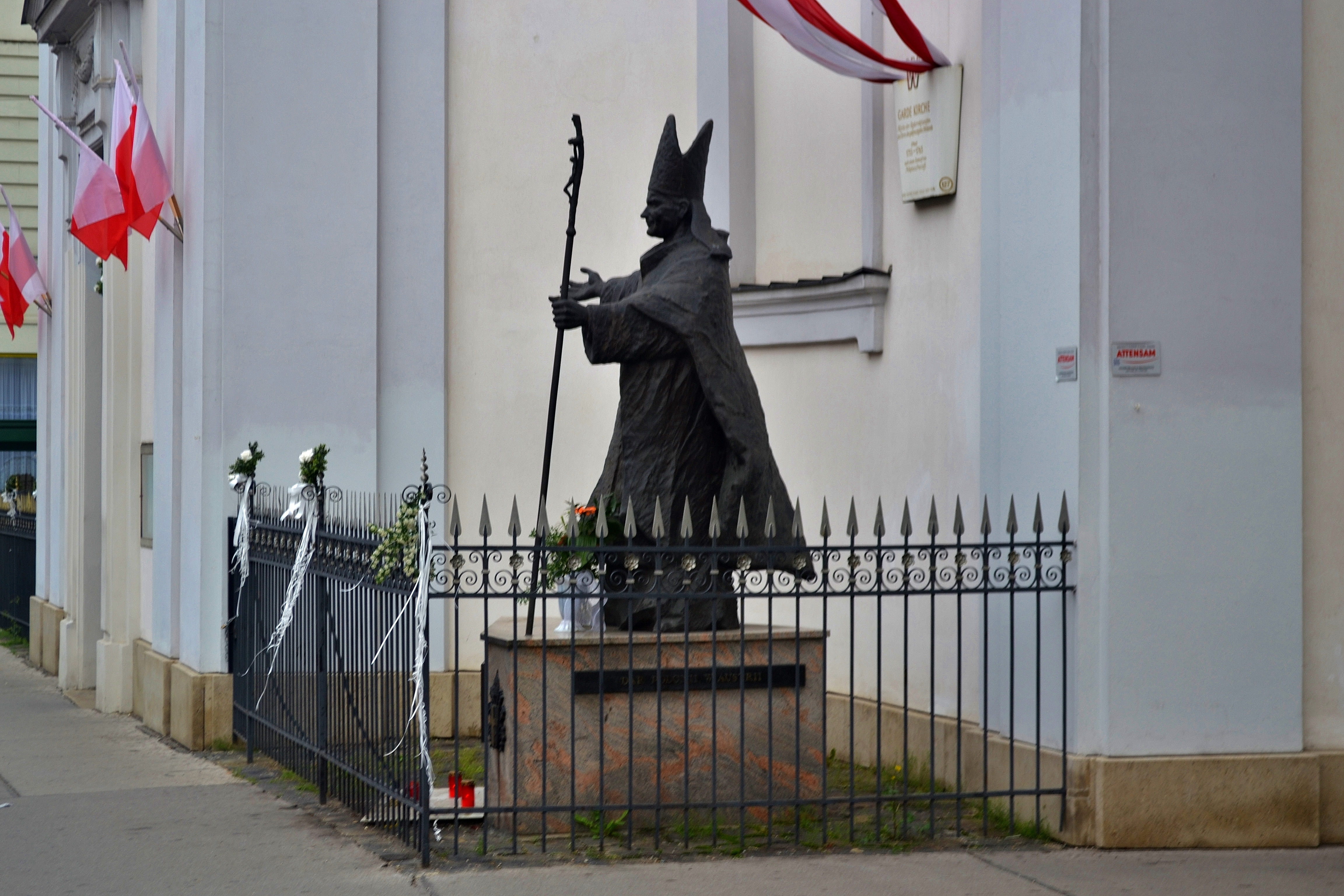
Вена, Австрия
Тракай, Литва
Ивенец, Беларусь
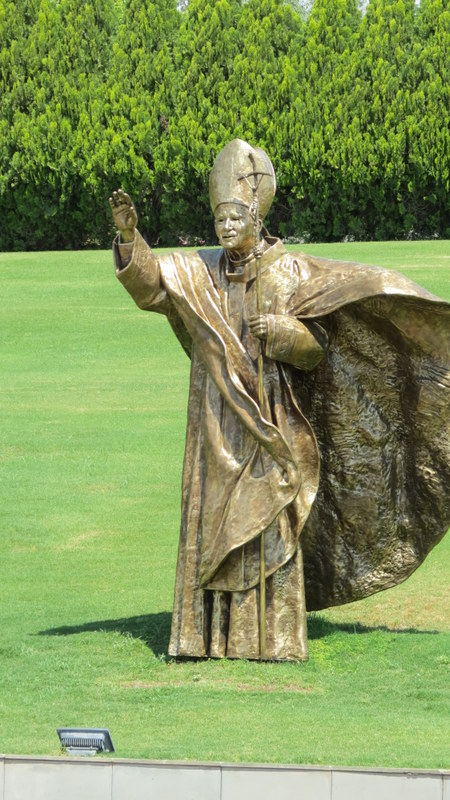
Domus Galilaeae, Израиль

### В фильмах
Папа Иоанн Павел II (фильм)
Биографическая драма, снятая режиссером Гербертом Визе в 1984 в Австрии. В главной роли Альберт Финней / Albert Finney.
«Кароль. Человек, ставший Папой Римским»
Многосерийный телевизионный фильм производства Италии и Польши, режиссёр Джакомо Баттиато, композитор Эннио Морриконе (в прессе встречается название «Кароль — человек, который стал Папой»). Фильм снят по книге Джанфранко Свидеркоски «История Кароля: неизвестная жизнь Иоанна Павла II». В главной роли Пётр Адамчик.
«Кароль. Папа Римский, оставшийся человеком»
Многосерийный телевизионный фильм производства Италии, Польши, Канады, режиссёр Джакомо Баттиато, композитор Эннио Морриконе (в прессе встречается название «Кароль — Папа, который остался человеком»). Продолжение предыдущего.
Папа Иоанн Павел II (телесериал)
Мини-сериал «Папа Иоанн Павел II» производства Италии, США, Польши, режиссёр Джон Кент Харрисон, композитор Марко Фризина, авторы сценария Сальваторе Басиле, Франческо Арланк, Джон Кент Харрисон, Франческо Контальдо. В мини-сериал показывается жизнь и деятельность Папы Иоанна Павла II с ранних лет до смерти. В главной роли Джон Войт.
«Свидетельство»
Игровой фильм, снятый по книге воспоминаний об Иоанне Павле II «Жизнь с Каролем», которую написал личный секретарь Папы — кардинал Станислав Дзивиш, архиепископ Краковский с 2005 по 2016 гг.
«Он святой, он человек / Non avere paura. Un' amicizia con Papa Wojtyla»
Фильм производства Италии (2013). Главную роль сыграл Алексей Гуськов.

### В филателии

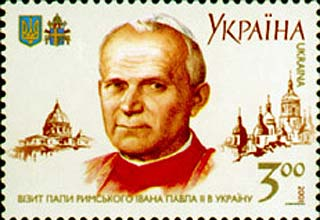
Почтовая марка, посвящённая визиту на Украину (Укрпочта, 2001)
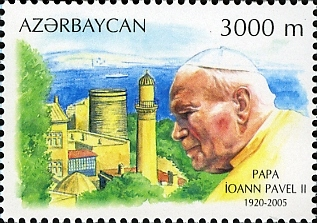
Почтовая марка Азербайджана
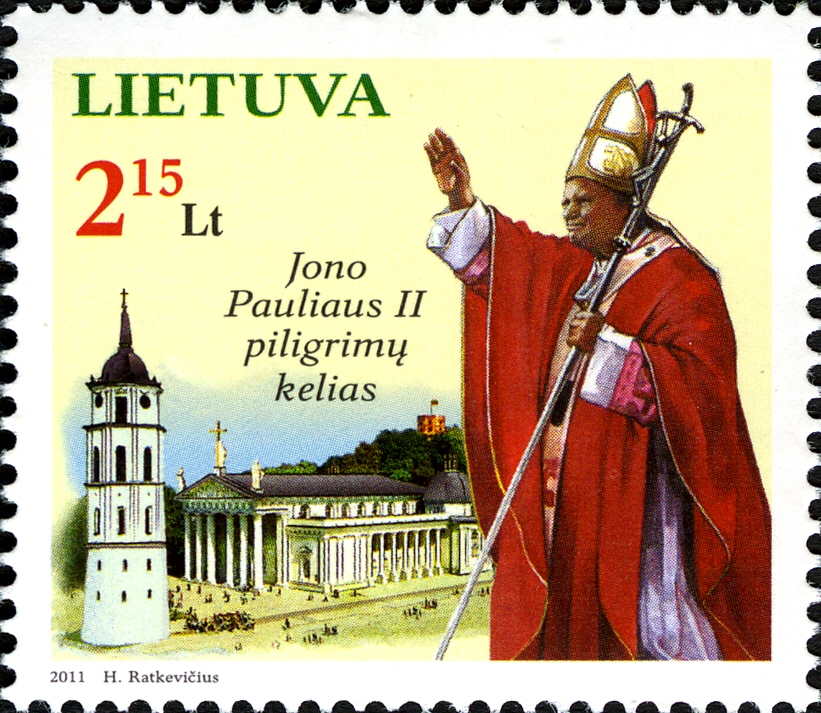
Почтовая марка Литвы

Иоанн Павел II изображён на почтовой марке Австрии 1983 года, почтовой марке Украины 2001 года, почтовой марке Азербайджана 2005 года. В честь его визита выпущен почтовый блок Лихтенштейна 1985 года.

### На монетах
| Год       | Эмитент | Номинал                      | Тип                                                       | Тираж   | Примечания                        |
| --------- | --- | ---------------------------- | --------------------------------------------------------- | ------- | --------------------------------- |
| 1979—2001 | Ватикан | 10 ватиканских лир           | монета, металл или биметалл                               |         | ссылка: разные выпуски ежегодно   |
| 1979—2001 | Ватикан | 20 ватиканских лир           | монета, металл или биметалл                               |         | ссылка: разные выпуски ежегодно   |
| 1979—2001 | Ватикан | 50 ватиканских лир           | монета, металл или биметалл                               |         | ссылка: разные выпуски ежегодно   |
| 1979—2001 | Ватикан | 100 ватиканских лир          | монета, металл или биметалл                               |         | ссылка: разные выпуски ежегодно   |
| 1979—2001 | Ватикан | 200 ватиканских лир          | монета, металл или биметалл                               |         | ссылка: разные выпуски ежегодно   |
| 1979—2001 | Ватикан | 500 ватиканских лир          | монета, металл или биметалл                               |         | ссылка: разные выпуски ежегодно   |
| 1982—2001 | Ватикан | 1000 ватиканских лир         | монета, металл или биметалл                               |         | ссылка: разные выпуски ежегодно   |
| 1986      | Сент-Люсия                                                                                                  | 5 восточнокарибских долларов | памятная монета, медно-никелевый сплав                    |         | ссылка                            |
| 1991      | Венгрия | 100 форинтов                 | памятная монета, медно-никелевый сплав                    |         | визит в Венгрию                   |
| 1992      | Гамбия | 10 даласи                    | памятная монета, медно-никелевый сплав                    |         | Визит в Гамбию                    |
| 1993      | Литва | 10 лит                       | памятная монета, медно-никелевый сплав                    | 10000   | ссылка визит в Литву              |
| 1998      | Куба | 1 кубинский песо             | памятная монета, медно-никелевый сплав                    | 20000   | ссылка визит на Кубу              |
| 2002—2005 | Еврозона Ватикан                                                                                            | 1 евроцент                   | монета, сталь с медным покрытием                          |         |                                   |
| 2002—2005 | Еврозона Ватикан                                                                                            | 2 евроцента                  | монета, сталь с медным покрытием                          |         |                                   |
| 2002—2005 | Еврозона Ватикан                                                                                            | 5 евроцентов                 | монета, сталь с медным покрытием                          |         |                                   |
| 2002—2005 | Еврозона Ватикан                                                                                            | 10 евроцентов                | монета, медный сплав                                      |         |                                   |
| 2002—2005 | Еврозона Ватикан                                                                                            | 20 евроцентов                | монета, медный сплав                                      |         |                                   |
| 2002—2005 | Еврозона Ватикан                                                                                            | 50 евроцентов                | монета, медный сплав                                      |         |                                   |
| 2002—2005 | Еврозона Ватикан                                                                                            | 1 евро                       | монета, биметалл: медно-никелевый сплав, никелевая латунь |         |                                   |
| 2002—2005 | Еврозона Ватикан                                                                                            | 2 евро                       | монета, биметалл: никелевая латунь, медно-никелевый сплав |         |                                   |
| 2003      | Польша | 2 злотых                     | памятная монета, латунь                                   | 2000000 | ссылка 25 лет понтификата         |
| 2004      | Северные Марианские Острова (неинкорпорированная организованная территория, свободно ассоциированная с США) | 5 долларов США               | памятная монета                                           |         | ссылка                            |
| 2005      | Польша | 2 злотых                     | памятная монета, латунь                                   | 4000000 | ссылка                            |
| 2005      | Арктикуголь (федеральное государственное унитарное предприятие, Россия)                                     | 10 рублей Шпицбергена        | памятная монета, медно-никелевый сплав                    |         | ссылка                            |
| 2010      | Сахарская Арабская Демократическая Республика (частично признанное государство)                             | 500 сахарских песет          | памятная монета, биметалл                                 |         | ссылка вместе с Хуаном Карлосом I |
| 2011      | Польша | 2 злотых                     | памятная монета, латунь                                   | 1000000 | ссылка в честь беатификации       |
| 2014      | Польша | 2 злотых                     | памятная монета, латунь                                   | 1600000 | ссылка в честь канонизации        |

## Увлечение лыжами
- Кароль Юзеф Войтыла был хорошим горнолыжником. На лыжи встал ещё в детстве. Будучи студентом, выигрывал любительские соревнования. Свою любовь к горным лыжам сохранил на всю жизнь. По мнению президента Клуба альпинистов Яна Крупского, Кароль Войтыла смело становился на лыжи в непогоду, хорошо ориентировался в горах Татры и всегда имел позитивное настроение[45]. Став римским папой, катался инкогнито в горах Терминилло[англ.], недалеко от Рима[46].